# Třída Västergötland
Třída Västergötland je třída dieselelektrických ponorek švédského námořnictva. Nese též označení A17. Ponorky jsou specializované jak pro hlídkování v mělkých vodách Baltského moře. V letech 1983–1990 byly postaveny celkem čtyři jednotky této třídy. Všechny byly později radikálně modernizovány a do jejich trupu byla vložena sekce s pohonem nezávislým na přístupu vzduchu (AIP – Air Independent Propulsion). První pár ponorek Västergötland a Helsingland byl roku 2005 vyřazen a po modernizaci jej od roku 2011 provozuje singapurské námořnictvo jako třídu Archer. Druhá dvojice Södermanland a Östergötland je po modernizaci dále provozována švédským námořnictvem, přičemž je označována jako třída Södermanland. Ponorky třídy Södermanland ve službě nahradí nová třída Blekinge (A26).

## Stavba
Ponorky byly objednány roku 1981 jako náhrada třídy Draken, pocházející ze 60. let 20. století. Třída Västergötland přitom konstrukčně vychází z předcházející úspěšné třídy Näcken. Všechny čtyři ponorky postavila švédská loděnice Kockums v Malmö (střední sekce) ve spolupráci s loděnicí Karlskronavarvet (příďová a záďová sekce) v Karlskroně. Do služby vstoupily v letech 1987–1990.
Jednotky třídy Västergötland:
| Jméno               | Založení kýlu | Spuštěna         | Vstup do služby    | Osud |
| ------------------- | ------------- | ---------------- | ------------------ | --- |
| Västergötland (Vgd) | 1982          | 17. září 1986    | 27. listopadu 1987 | Vyřazena 2005, po modernizaci (pohon AIP) zařazena singapurským námořnictvem jako RSS Swordsman, aktivní. |
| Helsingland (Hgd)   | 1984          | 31. srpna 1987   | 20. října 1988     | Vyřazena 2005, po modernizaci (pohon AIP) zařazena singapurským námořnictvem jako RSS Archer, aktivní.    |
| Södermanland (Söd)  | 1985          | 12. dubna 1988   | 21. dubna 1989     | Roku 2003 modernizována (pohon AIP), označována jako třída Södermanland, aktivní.                         |
| Östergötland (Ögd)  | 1985          | 9. prosince 1988 | 10. ledna 1990     | Roku 2004 modernizována (pohon AIP), označována jako třída Södermanland, aktivní.                         |

## Konstrukce

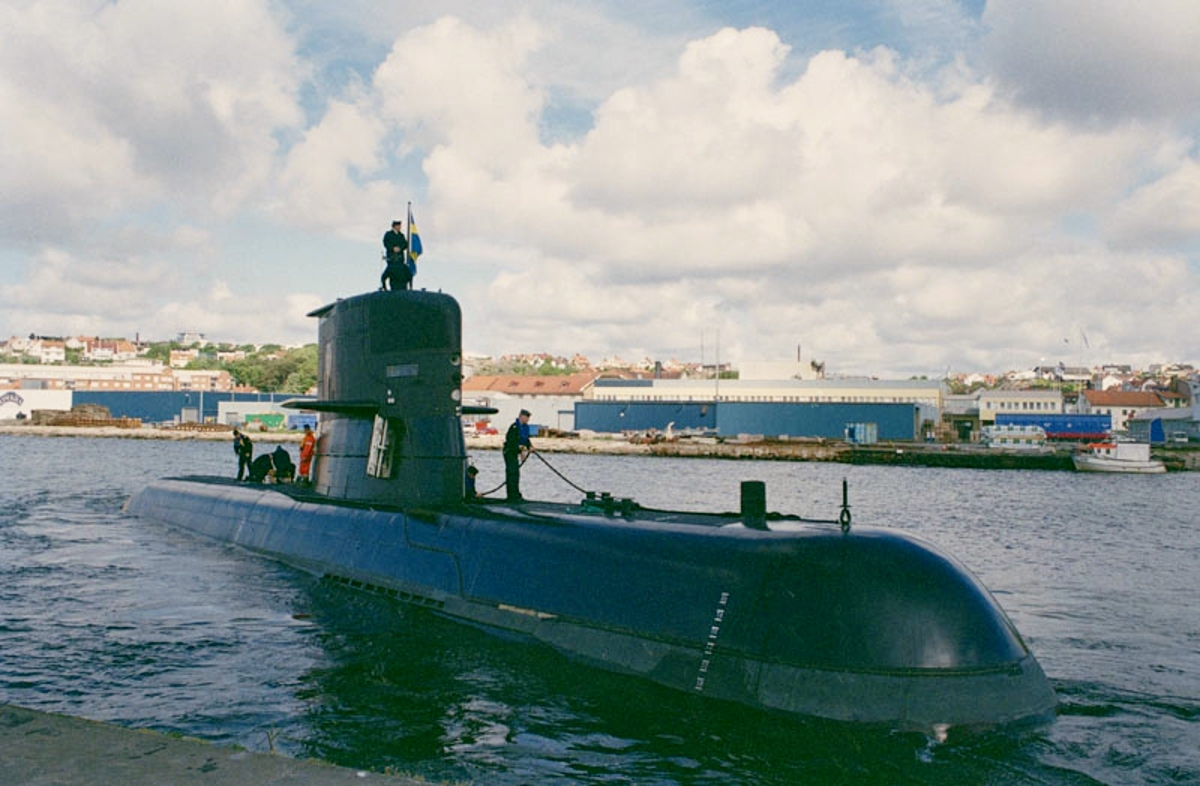
Västergötland (Vgd)

### TřídaVästergötland
Ponorky mají jednotrupou konstrukci se dvěma palubami. Záďová kormidla jsou uspořádaná do X. Trup je pokryt anechoickým potahem. Jsou vybaveny radarem Terma, sonarovým komplexem CSU-83, systémem elektronického boje AR-700-S5 a bojovým řídícím systémem SESUB 900A. Výzbroj tvoří šest torpédometů ráže 533 mm a tři další ráže 400 mm. Ponorka přitom nese dvanáct těžkých 533mm torpéd (Tp 61B, Tp 62, Tp 613), určených k ničení lodí a zároveň šest lehkých 400mm protiponorkových torpéd (Tp 45, Tp 422). Do externích zásobníků lze uložit až 22 námořních min.
Pohonný systém tvoří dva diesely Hedemora V12A/15-Ub o výkonu 2160 hp, dva generátory Jeumont-Schneider a elektromotor ASEA o výkonu 1800 hp, pohánějící jeden lodní šroub. Nejvyšší rychlost dosahuje 11 uzlů na hladině a 20 uzlů pod hladinou. Operační hloubka ponoru dosahuje 300 metrů.

### TřídaSödermanland

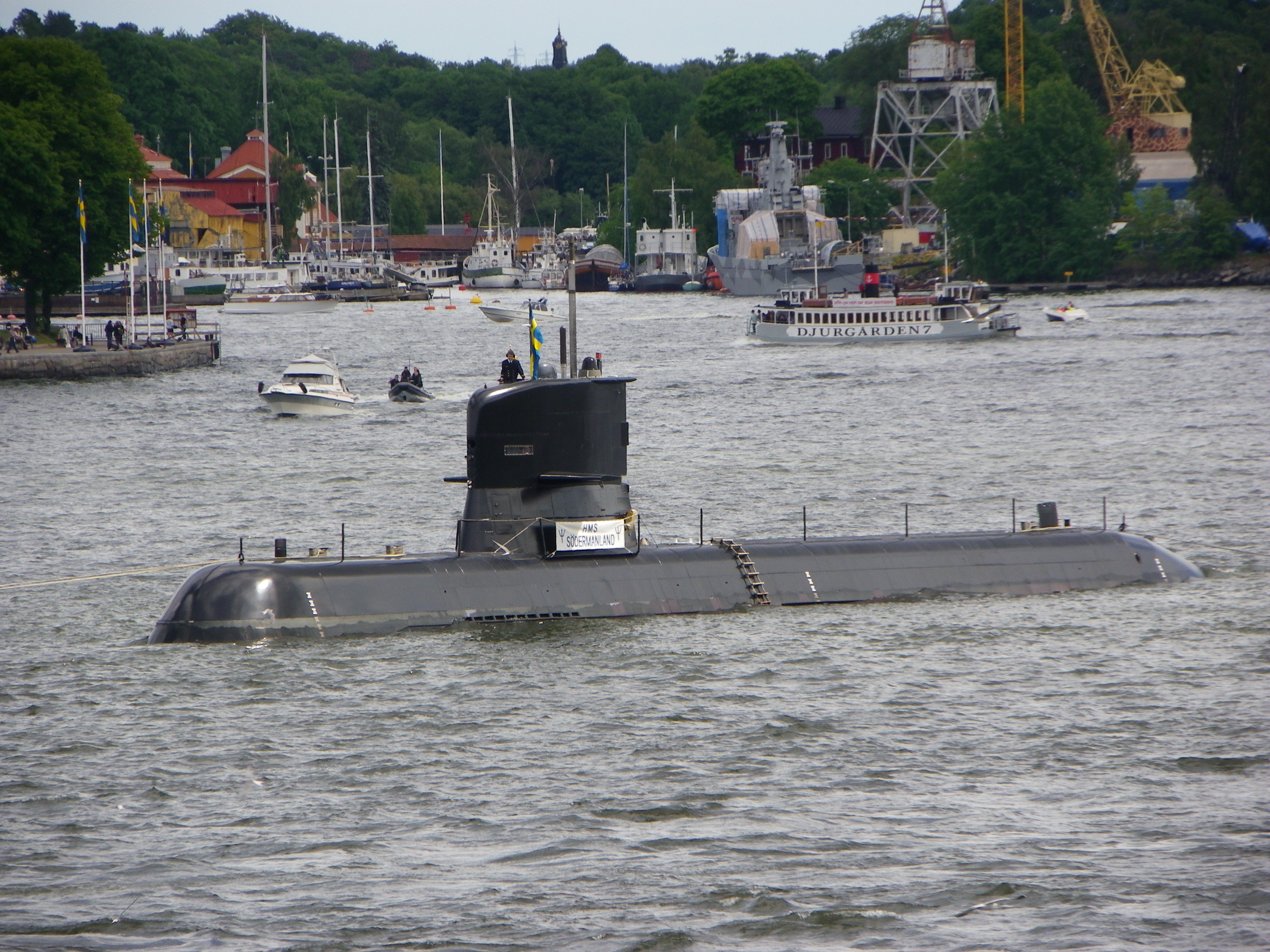
Modernizovaná švédská ponorka Södermanland (Söd) v roce 2010

Roku 1999 byla objednána rozsáhlá modernizace ponorek Södermanland a Östergötland spojená s instalací pomocného pohonu Stirling Mk.3. Modernizace se uskutečnila v letech 2000–2005 v loděnici Kockums. Södermanland se do služby vrátila roku 2004 a Östergötland roku 2005. Životnost ponorek se modernizací prodloužila o 20 let.
Ponorky byly vybaveny novým systémem elektronického boje CS-3701 a novým bojovým řídícím systémem SESUB 960A. Případnému nasazení do mezinárodních misí má napomoci nová klimatizace, která usnadňuje nasazení ponorky v oblastech s teplejším klimatem. Instalována byla rovněž přechodová komora pro potápěče speciálních sil. Nejzásadnější změny se týkají pohonného systému. Do trupu byla vložena nová 12metrová sekce s pohonem nezávislým na přístupu vzduchu (AIP – Air Independent Propulsion), tvořeným dvěma stirlingovými motory Kockums V4-275R o celkovém výkonu 204 hp, využívajícími naftu a kapalný kyslík. S využitím Stirlingových motorů ponorka může plout ponořená déle než dva týdny.

### TřídaArcher
Obě nemodernizované ponorky třídy Västergötland byly roku 2005 prodány singapurskému námořnictvu, které je přejmenovalo na RSS Swordsman (ex Västergötland) a RSS Archer (ex Helsingland). Jejich tamní označení je třída Archer. Před dodáním ponorky prošly modernizací v loděnici Kockums, spojenou mimo jiné s výměnou klimatizace a instalací nové trupové sekce se Stirlingovými motory. Archer byla na vodu spuštěna v červnu 2009 a Swordsman v říjnu 2010. Ve službě je od roku 2011.

### Jednání s Polskem
V roce 2019 Polsko jednalo o zakoupení obou ponorek třídy Södermanland. Polské námořnictvo hledalo náhradu za stárnoucí ponorky třídy Kobben. Několik ponorek třídy Kobben totiž získalo jako prozatímní řešení, než budou dodány nové ponorky z modernizačního programu Orka. Dodavatel ponorek měl být zveřejněn roku 2018, avšak místo toho program ztratil prioritu. Akvizicí ponorek třídy Södermanland by polské námořnictvo mohlo program Orka o dekádu odložit, aniž by námořnictvo ztratilo schopnosti. Nakonec se však ukázalo, že by náklady byly příliš vysoké, Polsko od záměru upustilo a ponorky třídy Kobben byly roku 2021 vyřazeny bez náhrady.